# ديفيد أوغدن (موزع)
ديفيد أوغدن (بالإنجليزية: David Ogden)‏ هو موزع بريطاني، ولد في 1966 في Tring ‏ في المملكة المتحدة.

## وصلات خارجية
- ديفيد أوغدن على موقع ميوزك برينز (الإنجليزية)